# Щупляков, Анатолий Ефимович
Анатолий Ефимович Щупляков (род. 2 августа 1938, Горький) — советский легкоатлет, специалист по метанию молота. Выступал за сборную СССР по лёгкой атлетике в конце 1960-х годов — начале 1970-х годов, призёр первенств всесоюзного значения, участник летних Олимпийских игр в Мехико. Мастер спорта СССР международного класса.

## Биография
Анатолий Щупляков родился 2 августа 1938 года в Горьком.
Занимался лёгкой атлетикой в Гомеле и Минске, состоял в спортивном обществе «Динамо».
Впервые заявил о себе на всесоюзном уровне в сезоне 1968 года, когда в метании молота выиграл бронзовую медаль на чемпионате СССР в Ленинакане — с результатом 68,90 уступил здесь только минчанину Ромуальду Климу и краснодарцу Геннадию Кондрашову. Благодаря этому успешному выступлению вошёл в состав советской сборной и удостоился права защищать честь страны на летних Олимпийских играх в Мехико — в финале метнул молот на 67,74 метра, расположившись в итоговом протоколе соревнований на девятой строке.
В июне 1969 года на соревнованиях в Риге установил свой личный рекорд в метании молота — 73,72 метра.
В 1970 году с результатом 68,78 получил бронзовую награду на чемпионате СССР в Минске — здесь его обошли Анатолий Бондарчук и Анатолий Максимов.
В 1972 году в Москве метнул молот на 70,08 метра.